# كابوسيات (قشريات)
الكابوسيات أو الإبيالتوسيات (الاسم العلمي: Epialtidae)، فصيلة دويبات بحرية من القشريات عشاريات الأرجل، تحتوي على الفُصيلات التالية
- Epialtinae MacLeay, 1838
- Pisinae Dana, 1851
- Pliosomatinae Števčić, 1994
- Tychinae Dana, 1851
- †Actinotocarcininae[3]